# Kabupaten de Ngada
Le kabupaten de Ngada, en indonésien Kabupaten Ngada, est un kabupaten de la province des petites îles de la Sonde orientales en Indonésie.

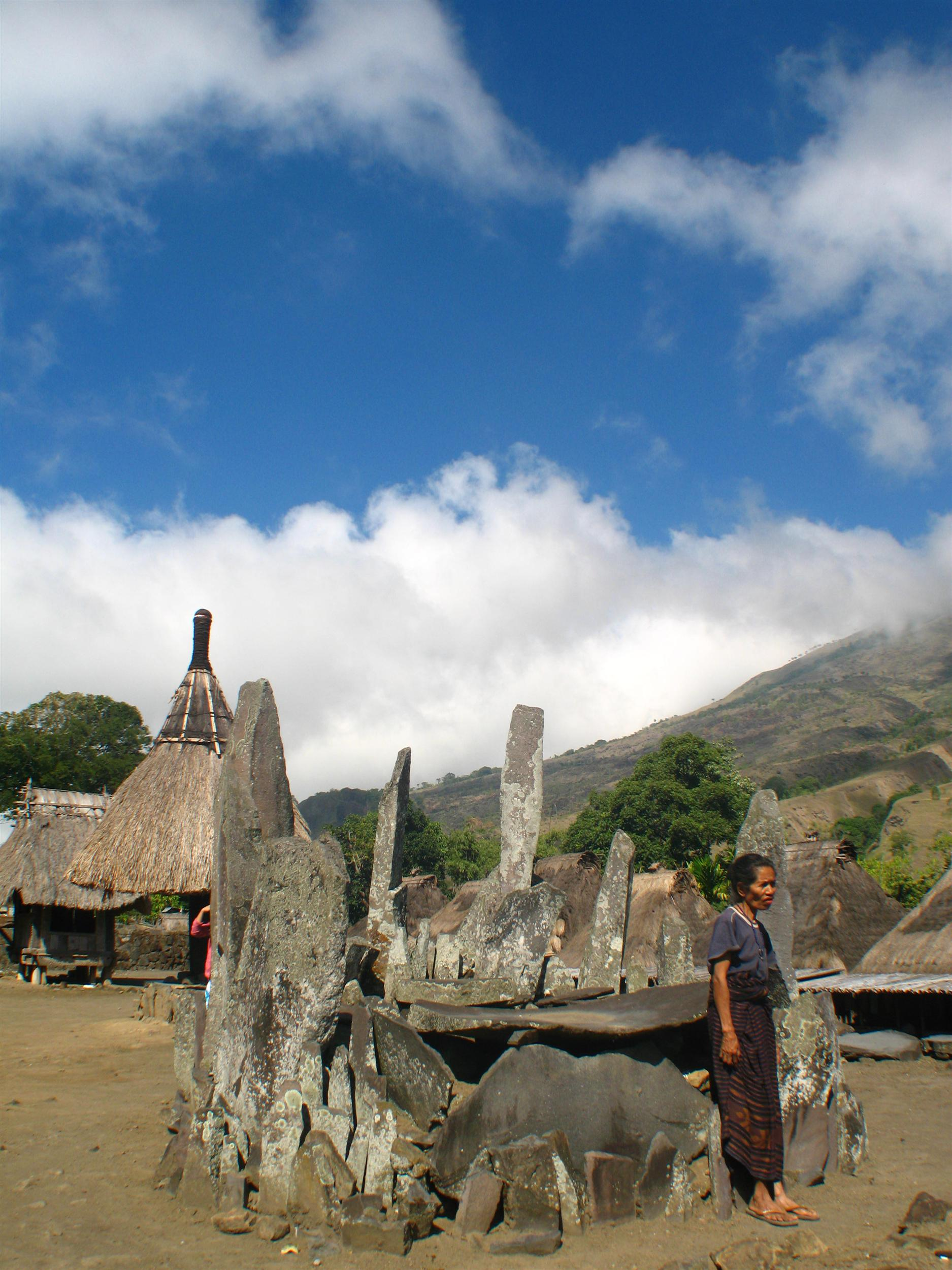
Une ancienne structure mégalithique trouvée dans le village de Bena, Régence de Ngada, Flores

## Géographie
Il est composé d'une partie de l'île de Florès.

## Divisions administratives
Il est divisé en neuf kecamatans :
- Aimere
- Jerebuu
- Bajawa
- Golewa
- Bajawa Utara
- Soa
- Riung
- Riung Barat
- Wolowae

## Bassin de So'a

### Géologie
L'âge de la vallée de la Soa est estimé entre 650 000 et 1,02 million d'années au cours desquelles se sont produits au moins deux événements volcaniques dévastateurs.

### Archéologie
En 1968, des fossiles de stegodon et des objets en pierre ont été trouvés dans la vallée de la So'a au nord de Bajawa (en). Ces assemblages lithiques suggérant l'activité d'hominines, plusieurs campagnes de fouilles ont été menées dans les années 1990, sans que des fossiles humains aient pu être mis au jour. Le bassin compte 10 sites contenant des artéfacts du Paléolithique. En 2014, le  site de Mata Menge a livré des fossiles d'hominines datés de 700 000 ans avant le présent.